# Frederick Sumner McKay

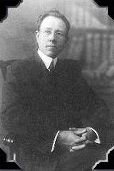
Frederick Sumner McKay, 1915

Frederick Sumner McKay (auch: Mckay; * 13. April 1874 in Lawrence, Massachusetts; † 21. August 1959 in Colorado Springs) war ein US-amerikanischer Zahnarzt, auf den die Entdeckung der Ursache der Zahnfluorose zurückgeht.

## Leben
McKay wurde als Sohn von Edward und Harriet Barilla (geborene Wells) McKay geboren. Im gleichen Jahr zog die Familie nach Milford, Massachusetts, wo sein Vater einen Kurzwarenladen eröffnete. Als sein Vater ihm später ein Kornett schenkte, wollte der junge Frederick Musiker werden. Er begann in einer Band zu spielen, doch da standen ihm gesundheitliche Probleme im Weg, die auf eine Tuberkulose zurückgeführt wurden. Auf Anraten seines Arztes zog er nach Colorado, wo er zunächst Kühe auf einem Bauernhof melkte. In Boston nahm er einen Job als Straßenbahnschaffner an. An den Abenden und Wochenenden spielte er erneut Althorn in den lokalen Bands. Eines Tages riet ihm sein Onkel, der Zahnarzt Arthur W. Howland, Zahnmedizin zu studieren. Im Jahre 1897 immatrikulierte er in der Boston Dental School, heute Dental College der Tufts University. Im Jahr darauf wechselte er an die University of Pennsylvania Dental School. Körperlich geschwächt brach er bei der Abschlussübung im Jahr 1900 fast zusammen. Frederick S. McKay kehrte nach Boston zurück, um sich zu erholen, und reiste im Herbst nach Colorado Springs, wo er zunächst für 75 $ pro Monat in einer Gemeinschaftspraxis arbeitete. 1903 studierte er Kieferorthopädie an der Angle School in St. Louis (Missouri) und unterrichtete dort ab 1905. Am 31. Dezember 1903 heiratete McKay Gertrude Eleanor Ronaldson. Die erste Tochter, Helen Gertrude, wurde 1904 geboren. In Missouri kam die zweite Tochter zur Welt, Virginia Mary, und später eine dritte Tochter, Roberta Henrietta. 1908 kehrte er aus gesundheitlichen Gründen wieder nach Colorado Springs zurück. Dort praktizierte er bis 1917 als Kieferorthopäde. 1917 zog er nach New York City, wo er bis zu dessen Tod (1937) mit William Dwight Tracy zusammenarbeitete. 1940 kehrte er nach Colorado Springs zurück. In zweiter Ehe war er seit 14. Mai 1941 mit Honora Bailey Fink verheiratet.

## Fluorose-Forschung

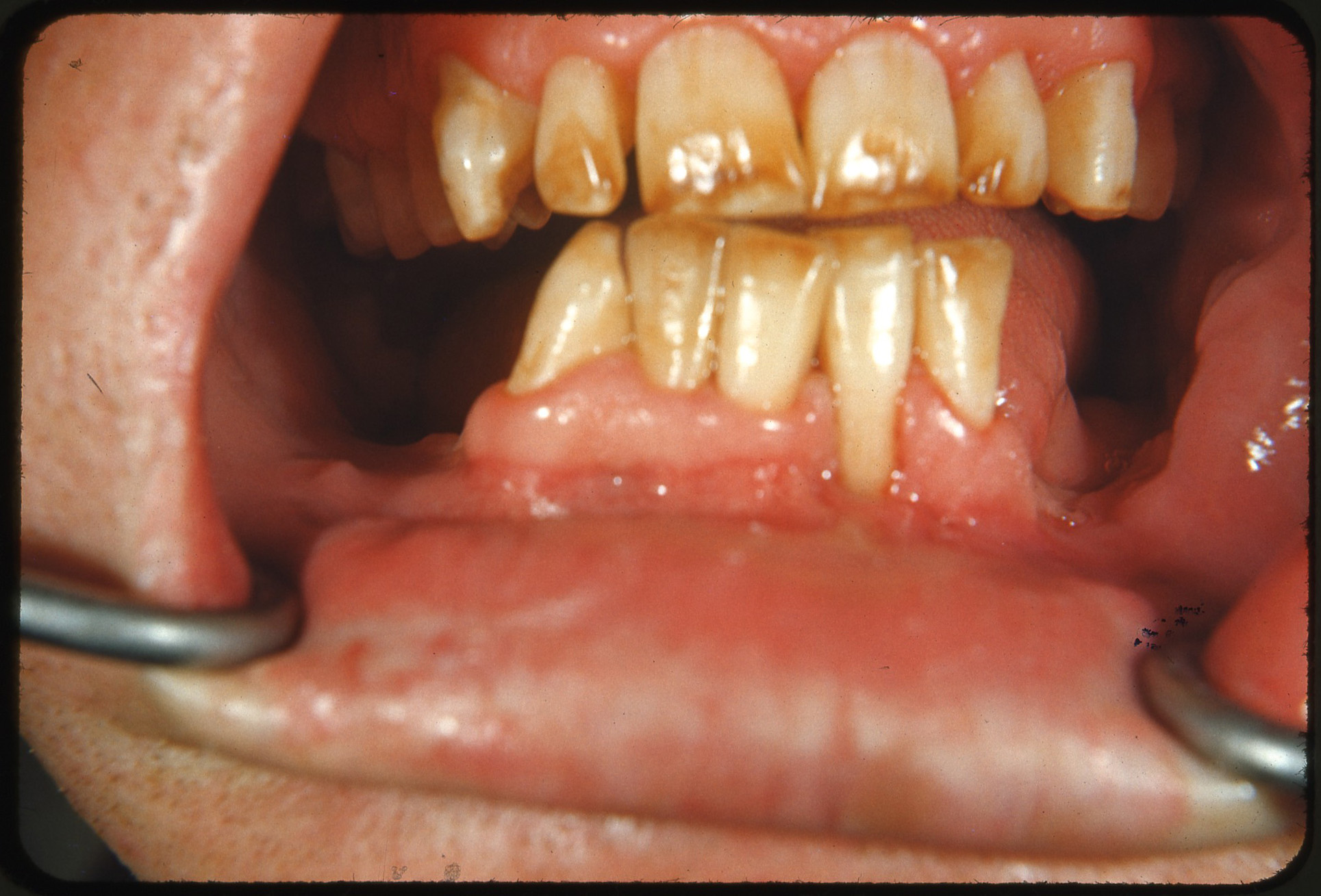
Mittelschwere dentale Fluorose

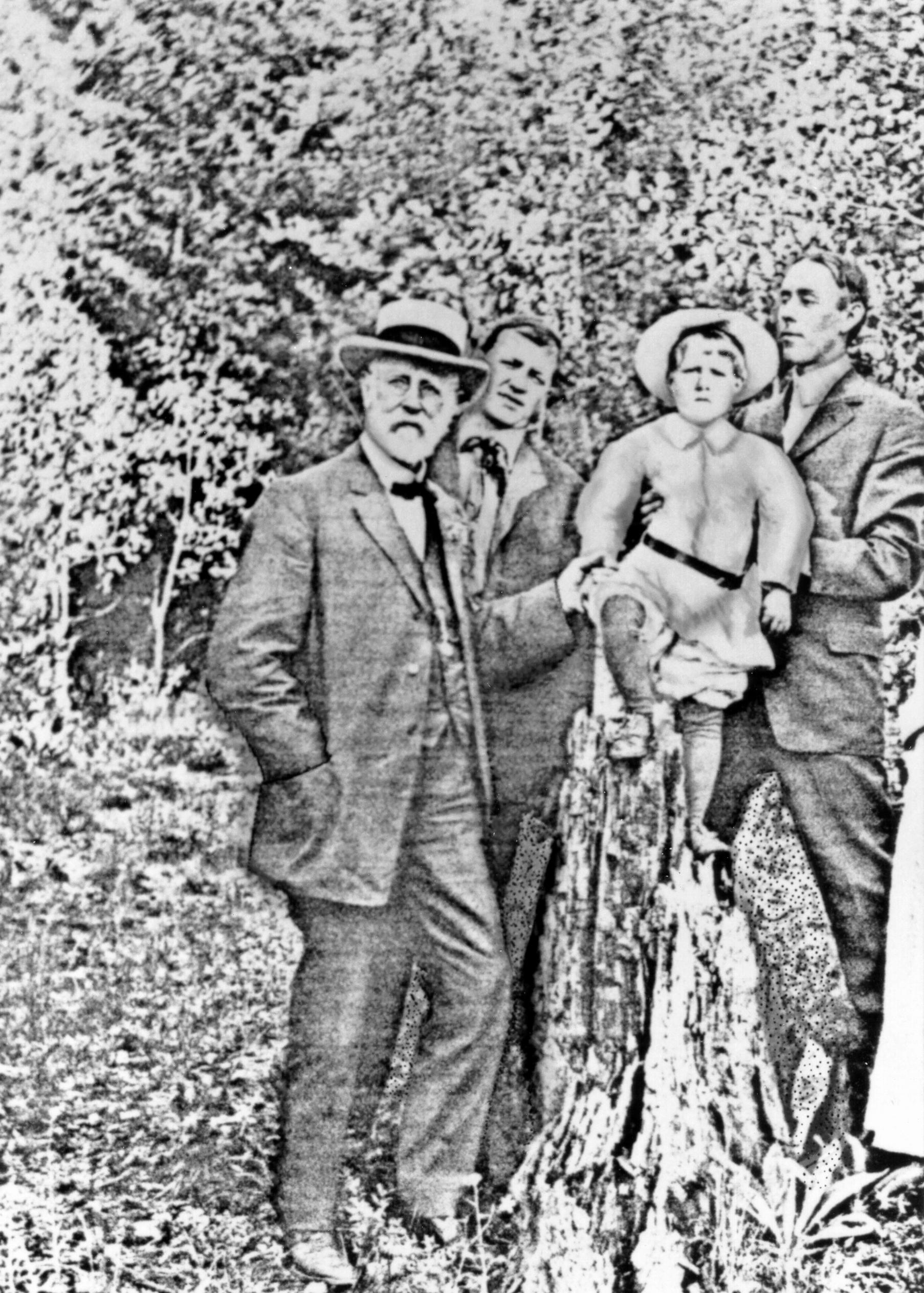
G. V. Black (links) zusammen mit den Zahnärzten Isaac Burton und F. Y. Wilson aus Colorado Springs (aufgenommen von Frederick McKay)

Im Kurort und Goldsucher-Paradies Colorado Springs machte McKay eine überraschende Beobachtung. Die Zähne vieler Einwohner hatten unschöne braune Flecken. Für einen Neuankömmling und zudem „Oststaatler“ war dies befremdend, die örtlichen Zahnärzte und Ärzte maßen dem jedoch keine große Bedeutung bei, zumal die Verfärbungen keine offensichtlichen Auswirkungen auf die Gesundheit hatten. McKay wollte jedoch die Ursache herausfinden und widmete 30 Jahre seines Lebens dieser mühsamen Suche.
Aus praktischen Gründen wurden seine Untersuchungen zur regionalen Häufigkeit (Endemie) der Zahnfleckung an Schulkindern durchgeführt und die Eltern zu weiteren Details befragt. Diverse Hypothesen wurden aufgestellt und wieder verworfen. Manche schlossen das lokale Wasser als Problem vorweg aus, denn es war klar und sauber. Es kamen Leute in den Fokus, die viel Fleisch aßen. Dann fiel der Verdacht auf die Milch der lokalen Kühe, die durch einen Mangel an Calcium im Wasser oder im Grünfutter der Tiere minderwertig sein könnte. Waren etwa nur sommersprossige Kinder betroffen oder Masern ursächlich? Zu guter Letzt bat er Greene Vardiman Black, Dekan der Northwestern University Dental School, um Unterstützung, der durch seine früheren histologischen Untersuchungen an Zähnen bereits bekannt geworden war und der McKays Forschungsbestreben Prestige verleihen würde. Während ein Versammlungsprotokoll der Colorado Springs Dental Society vom 8. Mai 1908 erstmals die Wortkombination „brown stain“ zur Bezeichnung des Phänomens enthielt, wird der Begriff „mottled teeth“ (engl.: gesprenkelte Zähne) auf G. V. Black zurückgeführt. Die ersten Ergebnisse der gemeinsamen Arbeit wurden 1916, kurz nach Blacks Tod, veröffentlicht. Inzwischen hatte McKay vom Vorkommen dieser braunen Zahnflecken auch in Neapel erfahren. Die Bewohner dort hatten „denti neri“ (schwarze Zähne) bzw. „denti scritti“ (die aussahen, als ob sie beschriftet wären), was von den Einheimischen auf den Gasausstoß des Vesuvs zurückgeführt wurde. John Eager, ein in Neapel stationierter Arzt des United States Public Health Service (USPHS), hatte darüber 1901 berichtet, wo die Zahnschäden „Denti di Chiaie“ (nach dem Ortsteil von Neapel, Chiaia) genannt wurden. Elf Jahre zuvor hatte der italienische Arzt und Mineraloge Arcangelo Scacchi über den Fluoridgehalt der vulkanischen Exhalationen, der Böden und fossiler Knochenfunde aus der Gegend geschrieben – an einen Zusammenhang zwischen Fluorid und den später berichteten Zahnschäden dachte aber niemand.

Seit 1923 wurden die Verfärbungen auch in den trockenen Küstenregionen von Nordafrika beschrieben (dort „Le darmous“, später auch „Velu-Charnot-Spéder Syndrom“ genannt), wo sowohl Einheimische, aber insbesondere Pflanzenfresser, davon betroffen waren. Ähnliche Symptome der Fluorose fand man in Holland, Mexiko und vielen Städten in den Vereinigten Staaten.

### Trinkwasser als Ursache
McKay vermutete, dass ein Zusammenhang mit dem Trinkwasser bestehen müsse, wobei zunächst unklar war, ob diesem Wasser etwas Bestimmtes fehlte oder ob ein unerwünschter Bestandteil verantwortlich zu machen sei. Als Erstes testete er die Wasserquelle in Colorado Springs, auch auf Arsen, aber er fand nichts Ungewöhnliches. Auch andere Gewässer zeigten bezüglich der Zusammensetzung einige Gemeinsamkeiten oder Unterschiede, aber nichts was mit dem Auftreten der Fleckung irgendwie korrelierte. Ein einschneidendes Erlebnis war für McKay, als er einige portugiesische Familien aufsuchte, die von den Kapverdischen Inseln Brava und Fogo (westlich von Senegal) nach Nantucket, einer Insel des Bundesstaates Massachusetts, eingewandert waren. McKay besuchte diese Leute und stellte fest, dass die Brava-Eingeborenen Zähne mit den ominösen braunen Flecken hatten, die Fogo-Eingeborenen jedoch nicht. Bei gleicher Umgebung und Ernährung auf den benachbarten Inseln der Südgruppe, den Ilhas de Sotavento, könnte der einzige Unterschied nur ihr Trinkwasser sein. Ähnliche Erfahrungen machte er mit anderen Bevölkerungsgruppen, aber immer noch hatte er keine Erklärung dafür gefunden.
Bereits 1925 war McKay so von der Idee überzeugt, dass irgendein Zusammenhang mit der Zusammensetzung des regionalen Trinkwassers bestehen muss, dass er guten Gewissens der Gemeinde Oakley, Idaho, zu einem Wechsel der Wasserquelle raten konnte, um die dort festgestellten Zahnschäden für zukünftige Generationen abzustellen. Den tatsächlichen Erfolg konnte er aber erst acht Jahre später verbuchen.

### Fluorid im Wasser
Für McKays Projekt kam der Durchbruch 1931 durch Wasseruntersuchungen, die Harry V. Churchill (1886–1960), Chefchemiker in den Forschungslabors der Aluminium Company of America (ALCOA) in New Kensington, ausführen ließ. Churchill war auf Umwegen mit McKay in Kontakt gekommen und veranlasste eine Prüfung des Trinkwassers von Bauxite (Arkansas) auf Spurenelemente. Grund war der Verdacht, dass Kochgeschirr aus Aluminium, das diese Firma herstellte, für die braunen Flecken verantwortlich sein könnte. Unterstützung fand diese These in dem Umstand, dass in den betroffenen Gebieten in Colorado das Wasser aus dem Kryolith-haltigen Boden Aluminium aufnehmen konnte, ebenso wie aus dem Bauxit-Erz, das in der Stadt Bauxite abgebaut wurde. Ferner hatte im Mellon Institut ein von Alcoa extra angeheuerter Chemiker herausgefunden, dass hohe Dosierungen von Aluminium- und Eisensalzen die Phosphat-Aufnahme aus der Nahrung behindern und so indirekt Zahn- und Knochenschäden verursachen könnten. Mit einem gerade neu angeschafften Spektroskop ließ Churchill die Wasserproben auf seltenere Bestandteile untersuchen, die bei Standardtests zu dieser Zeit gewöhnlich nicht beachtet wurden. Vor 1930 war die Spektralanalyse als Schlüsseltechnologie zur Spurenanalyse aufgrund der hohen Anschaffungskosten für das benötigte Instrumentarium nicht gebräuchlich. Bei den Untersuchungen des Verdunstungsrückstands der Wasserproben stellte Churchill unerwartet, aber erleichtert, fest, dass darin Fluorid enthalten war. Er ließ sich dann, unter dem Siegel der Verschwiegenheit, über McKay Wasserproben aus verschiedenen Gebieten zuschicken, deren Fluoridgehalt er untersuchte. Während der Fluoridgehalt des Wassers einiger Städte grob mit dem Schweregrad der dort von McKay gefundenen Dentalfluorose korrelierte, war bei einem Fluoridgehalt von unter 1 ppm keine endemische Schädigung beobachtet worden. Mit Hilfe der Ergebnisse des Chemikers hatte McKay endlich als Ursache der Dentalfluorose die lang gesuchten Unterschiede im Trinkwasser gefunden.
Diesen Zusammenhang quantitativ darzustellen oblag dem Zahnarzt Henry Trendley Dean, der sich im United States Public Health Service (USPHS) ab Ende 1931 mit dem Problem befasste. Dean hatte sich vor dem Aufgreifen seiner neuen Aufgabe mit McKay getroffen und sich bei ihm über Details informiert. Aufgrund seiner Erfahrungen im Zusammenhang mit der Untersuchung in Bauxite war McKay gegenüber dem USPHS zunächst skeptisch. In einem Brief an Frank McClure gab er seinem Zweifel darüber Ausdruck, dass die Behörde jetzt wirklich handele und der neu zuständige Mann eine aktivere Rolle als die eines stillen Beobachters spielen würde. Die Zusammenarbeit wurde aber erfreulicher als befürchtet.

### Wirtschaftliche Aspekte
McKays primäres Anliegen war es, die Zahnfluorose zu bekämpfen; seine Forschung war aber nicht überall willkommen. Wegen der möglichen Auswirkungen auf den Tourismus brachte ihm die durch seine Aktivitäten herbeigeführte unerwünschte Aufmerksamkeit bezüglich der Zahnschäden den Unmut der Stadtverwaltung von Colorado Springs, von Kollegen und Mitbürgern ein, wie er im Lauf seiner Korrespondenz den bereits erwähnten zahnärztlichen Kollegen, Greene Vardiman Black wissen ließ. Die Stadtverwaltung hatte ihm 1910 eine finanzielle Unterstützung von 300 Dollar gegeben, von denen McKay ca. 125 Dollar ausgegeben hatte, als der Restbetrag plötzlich zurückgefordert und keine weitere Unterstützung mehr genehmigt wurde. So musste McKay sein Projekt aus der eigenen Tasche finanzieren, bis ihm erst viel später Weston Price als Mitglied des Forschungsbeirats der American Dental Association eine finanzielle Unterstützung gewährte. Frustrierend waren auch seine Erfahrungen mit der Stadt Lake Elsinore (Kalifornien), ca. 100 Meilen südöstlich von Los Angeles. Wie er in einem Schreiben an Grover Kempf berichtete, hatten alle Einheimischen dort Zahnfluorose. Die Stadt lebte aber vom Tourismus, die heißen Quellen, die die Stadt auch mit Trinkwasser versorgten, dienten den Kurgästen für Trink- und Badekuren. Die Besitzer der Kurhäuser wandten sich gegen einen Wechsel der Wasserquellen, obwohl solche nach McKays Ansicht in größerer Zahl zur Auswahl standen. Das Problem wurde erst Jahrzehnte später nach heftigen (auch politischen) Auseinandersetzungen und großem Druck gelöst. Ähnlichen Widerstand gab es in anderen Regionen der USA, ebenso in Nordafrika (siehe Hauptartikel Zahnfluorose).

## Bedeutung für den zahnärztlichen Beruf
Zu Beginn des zwanzigsten Jahrhunderts, als McKay seine schwierige Suche begann, befand sich die amerikanische Zahnmedizin in einem großen Dilemma. Von Seiten der Mediziner gab es diverse Übernahme-Versuche, in deren Verlauf von einer Abschaffung der Zahnmedizin als akademischer Beruf und von einer Verlagerung der Zahnbehandlung („sie sei nur eine handwerkliche Tätigkeit“) in die Hände von Technikern gesprochen wurde, die ihre Tätigkeit unter Aufsicht eines Arztes ausüben sollten. Die akademische Ausbildung verteure die Behandlung und schaffe Barrieren, die zu Personalmangel führten. Im Rahmen dieser Diskussion argumentierte einer der berühmten zahnärztlichen Standespolitiker, William John Gies, obwohl ursprünglich Biochemiker von Beruf, für die Wichtigkeit einer akademischen Ausbildung von Zahnärzten. Diese werde am Beispiel von McKays Projekt besonders deutlich, das von interdisziplinärer Zusammenarbeit von Wissenschaftlern zeuge. Schließlich hätten nicht Mediziner die Ursache der Zahnfluorose aufgeklärt. Gleichzeitig äußerte Gies die Vision von einer Trinkwasserhygiene unter der Leitung der Zahnärzteschaft.
Über das American College of Dentists, in dem Gies eine Führungsrolle einnahm, wurde die Zahnmedizin schließlich als Unterabteilung der Sektion Medizin Mitglied der American Association for the Advancement of Science (AAAS), bei deren Sitzung im Dezember 1932 die Zahnfluorose thematisiert wurde. Die American Dental Association (ADA) würdigte in der Folge die Arbeit von McKay, die wenig Zweifel an dem großen Nutzen für den Berufsstand lasse, insbesondere durch den Gewinn an Anerkennung und Prestige. Eine derart spektakuläre Darstellung trage mehr dazu bei, die Wichtigkeit der Zahnmedizin der Öffentlichkeit vor Augen zu führen, als jahrelange gewöhnliche zahnärztliche Bemühungen.

## Kariesanfälligkeit und Fluoridprophylaxe
Im Lauf seiner Nachforschungen gewann McKay nebenbei den Eindruck, dass diese braunen Flecken auf den Zähnen entgegen aller Erwartung die Karies nicht begünstigten. Feldstudien von H. Trendley Dean und zahlreiche weitere Experimente durch Zahnärzte, Ärzte und Biochemiker zeigten, dass 1 bis 1,5 Teile Fluorid pro Million Teile Wasser (1–1,5 ppm) keine Flecken verursachen würden und gleichzeitig sogar kariesprotektiv wirken. Damit begann die Ära der Fluoridprophylaxe gegen die Zahnkaries. Zur Bestimmung der Zahngesundheit verwendete Dean den DMFT-Index, mit dem die Zahl der kariösen (Decayed), fehlenden (Missing) und gefüllten (Filled) Zähne (Teeth) erfasst wird und die er mit dem Fluorid-Gehalt des Trinkwassers von Gemeinden korrelierte. Daraus resultierten Bemühungen, zur Kariesbekämpfung das Trinkwasser auf den als ‚optimal‘ erachteten Fluoridgehalt einzustellen. Nachdem Dean 1944 zunächst gesundheitliche Bedenken geäußert hatte, trat er schließlich seit den frühen 1950er Jahren öffentlich für die Trinkwasserfluoridierung ein, die aber bis heute kontrovers diskutiert wird.

## Mitgliedschaften
- New York Academy of Dentistry,
- American Association of Orthodontists,
- Rocky Mountain Society of Orthodontists

## Ehrungen
- McKay erhielt Ehrendoktortitel durch die
  - University of Colorado Colorado Springs, Colorado Dental College
  - Case Western Reserve University (1955)
  - University of Pennsylvania.
- Die Pierre Fauchard Academy hat Frederick S. McKay in die International Hall of Fame of Dentistry gewählt
- 1952 erhielt er zusammen mit H. Trendley Dean den Albert Lasker Award for Clinical Medical Research, die höchste medizinisch-wissenschaftliche Auszeichnung in den Vereinigten Staaten.
- 1952 wurde er mit dem Henry Spenadel Award der New York County Dental Society ausgezeichnet.

## Schriften
Auswahl aus über 50 Publikationen:
- mit Black, G. V. An Investigation of Mottled Teeth: An Endemic Developmental Imperfection of the Enamel of the Teeth, 1. Teil, Dental Cosmos, Volume 58, Ausgabe 5, Mai 1916, S. 477–484. Abgerufen am 1. Juni 2016.
- mit Black, G. V. An Investigation of Mottled Teeth: An Endemic Developmental Imperfection of the Enamel of the Teeth, Heretofore Unknown in the Literature of Dentistry, 2. Teil, Dental Cosmos, Band 58, Ausgabe 6, Juni 1916, S. 627–644. Abgerufen am 1. Juni 2016.
- mit Black, G. V. An Investigation of Mottled Teeth: An Endemic Developmental Imperfection of the Enamel of the Teeth, Heretofore Unknown in the Literature of Dentistry, 3. Teil, Dental Cosmos, Band 58, Ausgabe 7, Juli 1916, S. 781–792. Abgerufen am 1. Juni 2016.
- mit Black, G. V. An Investigation of Mottled Teeth: An Endemic Developmental Imperfection of the Enamel of the Teeth, Heretofore Unknown in the Literature of Dentistry, 4. Teil, Dental Cosmos, Band 58, Ausgabe 8, August 1916, S. 894–904. Abgerufen am 1. Juni 2016.
- Malocclusion of the Teeth Among North American Indians: The Sioux. Dental Cosmos, Band 62, Ausgabe 2, Februar 1920, S. 179–193
- A Critical Review of „A Contribution to the Etiology of Mottled Enamel.“, Dental Cosmos, Band 68, Ausgabe 7, Juli, 1926, S. 385 ff. Abgerufen am 1. Juni 2016.
- Mottled Enamel: a Fundamental Problem in Dentistry. Dental Cosmos, Volume 67, September 1925, S. 847–860. Abgerufen am 1. Juni 2016.
- Do water supplies cause defects in teeth enamel? Water Works Engineering 79:1321, 1926.
- Mottled Enamel. The chemical determination of the discoloration known as the „Brown Stain“. Dental Cosmos, Band 69, Ausgabe 7, Juli 1920, S. 736–738. Abgerufen am 1. Juni 2016.
- Analysis of the conditions held to be accountable for the beginning of dental caries, Dental Cosmos, Band 71, Ausgabe 7, Juli 1929, S. 649–657. Abgerufen am 1. Juni 2016.
- The establishment of a definite relation between enamel that is defective in its structure, as mottled enamel, and the liability to decay, Dental Cosmos, Band 71, Ausgabe 8, August 1929, S. 747–755. Abgerufen am 1. Juni 2016.